# Ka-18
Ka-18 (ros. Ка-18) – radziecki czteromiejscowy śmigłowiec zaprojektowany w biurze konstrukcyjnym Nikołaja Kamowa. Śmigłowiec był wersją rozwojową poprzednika Ka-15. Prototyp oblatany w 1956 roku. Zbudowano około 200 egzemplarzy śmigłowca.